# Crapware
Der englische Begriff Crapware bezeichnet auf einem Computer oder Smartphone installierte unerwünschte Software.
Der Begriff ist eine Wortkreuzung aus englisch crap, in der deutschen Bedeutung für Mist, und Software. Im Unterschied zu Bloatware, bei dem ein eigentlich erwünschtes Programm zu groß, unübersichtlich und überladen ausgeführt wurde (englisch bloat für deutsch aufgebläht), ist Crapware entweder Software, die aus sicherheitsrelevanten Gründen als Crap, also Mist, bezeichnet werden kann, oder die von vornherein unerwünscht ist und somit für den Anwender keine ersichtliche Funktion bietet. Gerade in letzterem Fall gibt es für den Anwender eines Computers letztlich unerwünschte Geschäftsinteressen, die mit dem Begriff Crapware in Verbindung gebracht werden.

## Crapware als Geschäftsmodell
Es gibt diverse Programme, die mit meist gratis im Internet erhältlicher Software zur Installation angeboten werden und die in die Kategorie von Crapware fallen. Ein Beispiel ist die Ask-Toolbar, die eine Zeit lang bei der Installation bzw. dem Update von Java als zusätzliche vor-ausgewählte Installationsoption angeboten wurde. Passte der Anwender bei der Installation nicht auf und klickte schnell auf „Weiter,“ landete auch die Ask-Toolbar auf dem Computer. Die einzige Funktion dieser Software war es, die Standard-Suche im Webbrowser auf eine spezielle Seite umzuleiten und somit Werbeeinnahmen für den Anbieter zu erwirtschaften. Mit dieser Adware-ähnlichen Funktion finanzierte sich die Firma hinter der Ask-Toolbar.
Auf neuen Personal Computern wird neben dem Betriebssystem oft Crapware vorinstalliert, mit ebenfalls Adware-ähnlichen Funktionen. Das soll helfen, Geräte günstiger auf dem Markt anbieten zu können, da über die Vorinstallationen zusätzliche Einnahmen zu erwarten sind.

## Plagiate
Auch gibt es oft Plagiate von eigentlich freier Software, die bei der Installation zusätzlich besagte Crapware auf den Rechner kopieren. Das eigentliche Problem ist jedoch, dass die meisten Anwender bei einer Internet-Suche nicht darauf achten, von wo sie ein Programm herunterladen.

## Schlecht geschriebene Software
Bei eigentlich erwünschten Funktionen patzen manche Hersteller gerade im Bereich der Sicherheit. Beispielsweise ist auf vielen Computern ein vom Hersteller zur Verfügung gestelltes Update-Programm vorinstalliert, das automatisch nachsieht, ob neue Versionen von vorinstallierter Anwendungssoftware oder von Treibern verfügbar sind. Updates sollen einen Computer sicherer machen, da entdeckte Fehler mit einer solchen Aktualisierung meist behoben werden. Wenn jedoch der Fehler im Update-Programm selbst steckt, dann kehrt sich dieser ansonsten positive Effekt um. Dies geschieht immer wieder bei eigentlich für die Sicherheit gedachten Programmen wie Anti-Virus-Software oder Update-Programmen.